# 伊犁裂腹魚
伊犁裂腹鱼（学名：Schizothorax pseudoaksaiensis）为輻鰭魚綱鯉形目鲤科的一個種，分布於亞洲哈薩克巴爾喀什湖及中國新疆維吾爾自治區塔里木河流域，體長可達39.6公分。

## 扩展阅读
維基物種上的相關：伊犁裂腹鱼